# Hang Đồng Trương
Hang Đồng Trương là hang karst trong núi đá vôi nằm gần quốc lộ 7 ở vùng đất Xóm 10 xã Hội Sơn huyện Anh Sơn tỉnh Nghệ An .
Hang là một di chỉ khảo cổ quan trọng, nhưng chưa được nghiên cứu và bảo vệ đúng mức .

## Vị trí và hình thái
Hang nằm ở Xóm 10 xã Hội Sơn, gần quốc lộ 7. Từ thị trấn Kim Nhan đi theo hướng tây bắc theo quốc lộ chừng 4 km là tới.
Hang thuộc dạng karst, nằm trong núi đá vôi thuộc dãy núi đá vôi Kim Nhan. Hang ở độ cao chừng 4 m so với bề mặt thung lũng Đồng Trương. Hang có dạng hàm ếch, ngoảnh ra hướng đông, cửa hang rộng 16 m, cao 15 m, nền hang khá phẳng, rộng chừng 200 m² không kể phần ngách hang ăn sâu vào lòng núi .

## Khảo sát khảo cổ
Di vật đầu tiên được phát hiện năm 2003, khi ông Nguyễn Văn Đoài (Xóm 10, Hội Sơn) vào hang thì tìm thấy chiếc rìu của người tiền sử. Tháng 2/2004, Viện Khảo cổ học và Bảo tàng tỉnh Nghệ An đã tổ chức khai quật hang Đồng Trương. Tại cửa hang trong diện tích khoảng 50 m² đã phát hiện 10 ngôi mộ táng chôn theo hình bó gối, và hơn 3.000 di vật. Di vật có các đồ đá được ghè đẽo thô sơ, vòng tay, chuỗi hạt bằng thủy tinh, dọi xe chỉ thuộc thời kỳ đồ đá cũ, nhiều xương cốt động vật bán hoá thạch, cùng với một số hiện vật thời kim khí, đồ đồng thời tiền Đông Sơn đến Đông Sơn Hán. Từ đó nó được đánh giá là "một di tích hiếm có ở Việt Nam và khu vực Đông Nam Á". Tuy nhiên sau đó không thấy các nghiên cứu tiếp tục .
Đến năm 2015 theo chương trình "Nghiên cứu hệ thống các di tích khảo cổ hang động miền núi tỉnh Nghệ An" của Viện Khảo cổ học, đã thu được các di tích giai đoạn sơ kỳ Đá mới (khoảng 15.000-5.000 năm trước đây), thuộc Văn hóa Hòa Bình .